# Laodicé C
Pour les articles homonymes, voir Laodicé.
Laodicé, dite Laodicé C dans les généalogies modernes, est une  princesse hellénistique de la dynastie du royaume du Pont.
Laodicé est une fille de Mithridate V du Pont. Elle épouse le roi Ariarathe VI Épiphane de Cappadoce (130 à 112 av. J.-C.). À sa mort, elle est régente pour le compte de son fils et successeur Ariarathe VII Philométôr.
En secondes noces, elle épouse Nicomède III, roi de  Bithynie, qui a envahi son royaume. Ils sont chassés tous les deux de Cappadoce en 98 av. J.-C. par son demi-frère Mithridate VI qui installe alors un de ses fils comme roi sous le nom d'Ariarathe IX Philopatôr.

## Fiction
L'écrivain italien Boccace, dans son ouvrage De mulieribus claris (v. 1361-1362) où il relate les exploits de femmes historiques ou légendaires, raconte comment « Beronices, du païs de Pont, autrement nommée Laodices », sœur de Mithridate VI, ayant perdu son époux Ariarathe, Mithridate VI feignit de prendre les deux enfants sous sa protection et les fit assassiner par un de ses officiers : alors, « Beronices » monta sur son char, prit les armes et alla tuer le meurtrier au milieu de son armée.